# Edgewood (Teksas)
Edgewood – miasto w Stanach Zjednoczonych, w stanie Teksas, w hrabstwie Van Zandt.